# Hysteria (canción de Def Leppard)
«Hysteria» es una canción de la banda de hard rock británico Def Leppard. Sirvió como el tercer sencillo titular de su 1987 álbum multiplatino del mismo nombre. «Hysteria» alcanzó el #10 en el Billboard Hot 100. En VH1 Storytellers: Def Leppard, el vocalista Joe Elliott reveló que el título de la canción vino de baterista Rick Allen.

## Lista de canciones

### 7": Bludgeon Riffola / Mercury / 870 004-7 (USA)
1. «Hysteria»
2. «Ride into the Sun»

## Otras versiones
- Lovedrug grabó una versión de "Hysteria", junto con una toma de video, para la fan elegida portadas de discos de la campañana I AM LOVEDRUG.[1][2] El álbum, titulado “Best of I AM LOVEDRUG”[3] y fue lanzado el 28 de junio de 2011.[4]

- La banda metalcore inglés Asking Alexandria grabado una versión de "Hysteria" por su Under The Influence: A Tribute To The Legends Of Hard Rock EP.
- Def Leppard mismos regrabó la canción en 2012 (junto con "Rock of Ages" y "Pour Some Sugar On Me") y fue lanzado como una descarga digital el 19 de marzo de 2013.